# Megavolley 2023-2024
Questa voce raccoglie le informazioni riguardanti la Megavolley nelle competizioni ufficiali della stagione 2023-2024.

## Stagione
Nella stagione 2023-24 la Megavolley assume la denominazione sponsorizzata di Megabox Ondulati Savio Vallefoglia.
Partecipa per la terza volta alla Serie A1; chiude la regular season di campionato al settimo posto in classifica, qualificandosi per i play-off scudetto, dove viene eliminata nei quarti di finale dalla Savino Del Bene.

## Organigramma societario
Area direttiva
- Presidente: Ivano Angeli
- Vicepresidente: Maria Luisa Renzi
- Direttore generale: Michele Romano
- Segreteria: Micaela Baldini
- Ricerca e sviluppo amministrativo e finanziario: Marco Savelli
- Direttore sportivo: Alessio Simone
- Team manager: Alice Ioni
- Assistente: Maria Novella Ferri
- Logistica: Gabriele Romani, Maurizio Ioni

Area tecnica
- Allenatore: Andrea Pistola
- Allenatore in seconda: Domenico Petruzzelli
- Assistente allenatore: Giacomo Passeri, Nicolò Torreggiani
- Scout man: Matteo Spadoni

Area comunicazione
- Relazioni esterne: Francesca Gallinari
- Direttore creativo: Michele Annibali
- Ufficio stampa e comunicazione: Giacomo Mariotti
- Social media manager: Laura Angeli
- Fotografo: Andrea Ceccarini
- Media video partner: Luca d'Andrea
- Sviluppo web: Virginia Borchia
- Speaker: Gianfranco Ioele

Area marketing
- Ufficio marketing: Federica Gabucci

Area sanitaria
- Medico: Alfredo Bressan
- Preparatore atletico: Alessandro Bracceschi
- Fisioterapista: Georgi Bivolarski, Francesca Ciaroni

## Rosa
| N° | Nome                 | Ruolo | Data di nascita  | Nazionalità sportiva |
| -- | -------------------- | ----- | ---------------- | -------------------- |
| 1  | Claudia Provaroni    | L     | 14 maggio 1998   | Italia               |
| 2  | Alice Degradi        | S     | 10 aprile 1996   | Italia               |
| 5  | Viola Passaro        | P     | 30 novembre 2004 | Italia               |
| 6  | Agnese Cecconello    | C     | 6 novembre 1999  | Italia               |
| 7  | Sara Panetoni        | L     | 6 maggio 2000    | Italia               |
| 8  | Maja Aleksić         | C     | 6 giugno 1997    | Serbia               |
| 9  | Camilla Mingardi     | O     | 19 ottobre 1997  | Italia               |
| 10 | Lena Große Scharmann | O     | 24 aprile 1998   | Germania             |
| 11 | Giulia Mancini       | C     | 23 maggio 1998   | Italia               |
| 12 | Gaia Giovannini      | S     | 17 dicembre 2001 | Italia               |
| 13 | Viktorija Kobzar'    | P     | 16 ottobre 2004  | Russia               |
| 14 | Laura Dijkema        | P     | 18 febbraio 1990 | Paesi Bassi          |
| 15 | Tat'jana Košeleva    | S     | 23 dicembre 1988 | Russia               |
| 16 | Beatrice Gardini     | S     | 1º aprile 2003   | Italia               |

## Mercato
| Acquisti                               | Acquisti             | Acquisti              | Acquisti   |
| R.                                     | Nome                 | da                    | Modalità   |
| -------------------------------------- | -------------------- | --------------------- | ---------- |
| C                                      | Agnese Cecconello    | Cuneo Granda          | definitivo |
| S                                      | Alice Degradi        | UYBA                  | definitivo |
| P                                      | Laura Dijkema        | Helvia Recina         | definitivo |
| S                                      | Beatrice Gardini     | Wealth Planet Perugia | definitivo |
| S                                      | Gaia Giovannini      | AGIL                  | definitivo |
| O                                      | Lena Große Scharmann | Wiesbaden             | definitivo |
| O                                      | Camilla Mingardi     | Savino Del Bene       | definitivo |
| L                                      | Sara Panetoni        | Firenze               | definitivo |
| P                                      | Viola Passaro        | Club Italia           | definitivo |
| L                                      | Claudia Provaroni    | Wealth Planet Perugia | definitivo |
| Trasferimenti nel corso della stagione |                      |                       |            |
| P                                      | Viktorija Kobzar'    | Volero Le Cannet      | definitivo |

| Cessioni                               | Cessioni            | Cessioni              | Cessioni   |
| R.                                     | Nome                | a                     | Modalità   |
| -------------------------------------- | ------------------- | --------------------- | ---------- |
| L                                      | Emma Barbero        | Washington State      | definitivo |
| C                                      | Beatrice Berti      | -                     | svincolata |
| S                                      | Sofia D'Odorico     | Pinerolo              | definitivo |
| O                                      | Andrea Drews        | JT Marvelous          | definitivo |
| C                                      | Eleonora Furlan     | Futura Giovani        | definitivo |
| P                                      | Micha Hancock       | Casalmaggiore         | definitivo |
| P                                      | Raquel Lázaro       | Potsdam               | definitivo |
| O                                      | Merete Lutz         | -                     | ritirata   |
| S                                      | Valeria Papa        | San Diego Mojo        | definitivo |
| O                                      | Vittoria Piani      | Imoco                 | definitivo |
| L                                      | Immacolata Sirressi | Wealth Planet Perugia | definitivo |
| Trasferimenti nel corso della stagione |                     |                       |            |
| O                                      | Camilla Mingardi    | Gresik Petrokimia     | definitivo |
| P                                      | Viola Passaro       | Trentino              | definitivo |

## Risultati

### Serie A1

#### Girone di andata
| 1ª giornata - 8 ottobre 2023 PalaCampanara, Pesaro          | Megavolley      | 2 - 3 | Roma Club     | 25-22, 20-25, 19-25, 25-19, 12-15 |
| 2ª giornata - 15 ottobre 2023 PalaFacchetti, Treviglio      | Bergamo 1991    | 1 - 3 | Megavolley    | 25-15, 25-27, 23-25, 23-25        |
| 3ª giornata - 21 ottobre 2023 PalaCastagnaretta, Cuneo      | Cuneo Granda    | 1 - 3 | Megavolley    | 25-13, 23-25, 22-25, 22-25        |
| 4ª giornata - 29 ottobre 2023 PalaCampanara, Pesaro         | Megavolley      | 0 - 3 | Pinerolo      | 22-25, 18-25, 17-25               |
| 5ª giornata - 1º novembre 2023 PalaCampanara, Pesaro        | Megavolley      | 1 - 3 | Chieri '76    | 22-25, 25-18, 22-25, 23-25        |
| 6ª giornata - 5 novembre 2023 PalaPiantanida, Busto Arsizio | UYBA            | 3 - 0 | Megavolley    | 25-18, 26-24, 25-17               |
| 7ª giornata - 12 novembre 2023 PalaWanny, Firenze           | Savino Del Bene | 3 - 0 | Megavolley    | 25-23, 25-14, 25-21               |
| 8ª giornata - 19 novembre 2023 PalaCampanara, Pesaro        | Megavolley      | 0 - 3 | AGIL          | 27-29, 23-25, 23-25               |
| 9ª giornata - 25 novembre 2023 PalaTrento, Trentino         | Trentino        | 0 - 3 | Megavolley    | 24-26, 18-25, 14-25               |
| 10ª giornata - 3 dicembre 2023 PalaCampanara, Pesaro        | Megavolley      | 3 - 1 | Firenze       | 21-25, 25-18, 25-15, 25-22        |
| 11ª giornata - 10 dicembre 2023 PalaVerde, Villorba         | Imoco           | 3 - 0 | Megavolley    | 25-18, 25-20, 25-17               |
| 12ª giornata - 16 dicembre 2023 PalaCampanara, Pesaro       | Megavolley      | 3 - 0 | Casalmaggiore | 25-15 25-22 25-21                 |
| 13ª giornata - 23 dicembre 2023 Palalido, Milano            | Pro Victoria    | 3 - 0 | Megavolley    | 25-20, 25-13, 25-10               |

#### Girone di ritorno
| 14ª giornata - 26 dicembre 2023 Palazzetto dello Sport, Roma                | Roma Club     | 2 - 3 | Megavolley      | 35-37, 18-25, 25-16, 25-17, 4-15  |
| 15ª giornata - 6 gennaio 2024 PalaCampanara, Pesaro                         | Megavolley    | 3 - 1 | Bergamo 1991    | 25-20, 22-25, 25-18, 25-13        |
| 16ª giornata - 14 gennaio 2024 PalaCampanara, Pesaro                        | Megavolley    | 3 - 1 | Cuneo Granda    | 25-17, 25-20, 16-25, 25-21        |
| 17ª giornata - 20 gennaio 2024 Palazzetto dello Sport, Villafranca Piemonte | Pinerolo      | 3 - 1 | Megavolley      | 27-25, 21-25, 25-19, 32-30        |
| 18ª giornata - 28 gennaio 2024 PalaMaddalene, Chieri                        | Chieri '76    | 3 - 0 | Megavolley      | 25-20, 25-19, 25-17               |
| 19ª giornata - 3 febbraio 2024 PalaCampanara, Pesaro                        | Megavolley    | 3 - 0 | UYBA            | 25-17, 25-21, 25-21               |
| 20ª giornata - 10 febbraio 2024 PalaCampanara, Pesaro                       | Megavolley    | 2 - 3 | Savino Del Bene | 25-22, 25-21, 21-25, 17-25, 10-15 |
| 21ª giornata - 24 febbraio 2024 PalaTerdoppio, Novara                       | AGIL          | 3 - 1 | Megavolley      | 21-25, 25-20, 25-15, 25-13        |
| 22ª giornata - 3 marzo 2024 PalaCampanara, Pesaro                           | Megavolley    | 3 - 0 | Trentino        | 25-21, 25-23, 25-15               |
| 23ª giornata - 6 marzo 2024 PalaWanny, Firenze                              | Firenze       | 0 - 3 | Megavolley      | 15-25, 28-30, 24-26               |
| 24ª giornata - 9 marzo 2024 PalaCampanara, Pesaro                           | Megavolley    | 1 - 3 | Imoco           | 25-22, 17-25, 22-25, 13-25        |
| 25ª giornata - 16 marzo 2024 PalaRadi, Cremona                              | Casalmaggiore | 3 - 1 | Megavolley      | 21-25, 25-19, 25-12, 25-16        |
| 26ª giornata - 24 marzo 2024 PalaCampanara, Pesaro                          | Megavolley    | 3 - 0 | Pro Victoria    | 27-25, 25-19, 25-22               |

#### Play-off scudetto
| Quarti di finale (gara 1) - 27 marzo 2024 PalaWanny, Firenze    | Savino Del Bene | 3 - 1 | Megavolley      | 25-16, 25-17, 21-25, 25-23 |
| Quarti di finale (gara 2) - 30 marzo 2024 PalaCampanara, Pesaro | Megavolley      | 0 - 3 | Savino Del Bene | 18-25, 24-26, 17-25        |

## Statistiche

### Statistiche di squadra
| Competizione | Punti | In casa | In casa | In casa | In trasferta | In trasferta | In trasferta | Totale | Totale | Totale |
| Competizione | Punti | G       | V       | P       | G            | V            | P            | G      | V      | P      |
| ------------ | ----- | ------- | ------- | ------- | ------------ | ------------ | ------------ | ------ | ------ | ------ |
| Serie A1     | 37    | 14      | 7       | 7       | 14           | 5            | 9            | 28     | 12     | 16     |
| Totale       | -     | 14      | 7       | 7       | 14           | 5            | 9            | 28     | 12     | 16     |

G = partite giocate; V = partite vinte; P = partite perse

### Statistiche dei giocatori
| Giocatore          | Serie A1 | Serie A1 | Serie A1 | Serie A1 | Serie A1 | Totale | Totale | Totale | Totale | Totale |
| Giocatore          | P        | PT       | AV       | MV       | BV       | P      | PT     | AV     | MV     | BV     |
| ------------------ | -------- | -------- | -------- | -------- | -------- | ------ | ------ | ------ | ------ | ------ |
| M. Aleksić         | 28       | 276      | 168      | 95       | 13       | 28     | 276    | 168    | 95     | 13     |
| A. Cecconello      | 14       | 44       | 32       | 8        | 4        | 14     | 44     | 32     | 8      | 4      |
| A. Degradi         | 27       | 345      | 303      | 28       | 14       | 27     | 345    | 303    | 28     | 14     |
| L. Dijkema         | 27       | 38       | 20       | 10       | 8        | 27     | 38     | 20     | 10     | 8      |
| B. Gardini         | 18       | 105      | 90       | 7        | 8        | 18     | 105    | 90     | 7      | 8      |
| G. Giovannini      | 28       | 109      | 92       | 8        | 9        | 28     | 109    | 92     | 8      | 9      |
| L. Große Scharmann | 21       | 35       | 31       | 4        | 0        | 21     | 35     | 31     | 4      | 0      |
| V. Kobzar'         | 12       | 3        | 2        | 0        | 1        | 12     | 3      | 2      | 0      | 1      |
| T. Košeleva        | 25       | 123      | 101      | 19       | 3        | 25     | 123    | 101    | 19     | 3      |
| G. Mancini         | 23       | 95       | 54       | 33       | 8        | 23     | 95     | 54     | 33     | 8      |
| C. Mingardi        | 26       | 431      | 389      | 24       | 18       | 26     | 431    | 389    | 24     | 18     |
| S. Panetoni        | 28       | 0        | 0        | 0        | 0        | 28     | 0      | 0      | 0      | 0      |
| V. Passaro         | 0        | 0        | 0        | 0        | 0        | 0      | 0      | 0      | 0      | 0      |
| C. Provaroni       | 8        | 0        | 0        | 0        | 0        | 8      | 0      | 0      | 0      | 0      |

P = presenze; PT = punti totali; AV = attacchi vincenti; MV = muri vincenti; BV = battute vincenti